# Nuklearno inženjerstvo
Nuklearno inženjerstvo je grana inženjerstva koja se bavi primenom razlaganja atomskih jezgara (fisije) ili kombinovanja atomskih jezgara (fuzija), ili primenama drugih subatomskih procesa baziranih na principima nuklearne fizike. U potpolju nuklearne fisije, ono posebno uključuje dizajn, interakciju i održavanje sistema i komponenti poput nuklearnih reaktora, nuklearnih elektrana ili nuklearnog oružja. Ovo područje takođe obuhvata proučavanje medicinskih i drugih primena zračenja, posebno jonizujućeg zračenja, nuklearne bezbednosti, transporta toplote/termodinamike, nuklearnog goriva ili drugih srodnih tehnologija (npr. odlaganje radioaktivnog otpada) i problemi nuklearne proliferacije. Ovo polje takođe obuhvata i hemijsko inženjerstvo i elektrotehniku.

## Profesionalne oblasti
Sjedinjene Države trenutno proizvode oko 18% svoje električne energije iz nuklearnih elektrana. Nuklearni inženjeri u ovoj oblasti uglavnom, direktno ili indirektno, rade u industriji nuklearne energije ili u nacionalnim laboratorijama. Trenutno istraživanje u industriji usmereno je na proizvodnju ekonomičnih i proliferaciono otpornih dizajnerski rešenja reaktora sa pasivnim bezbednosnim karakteristikama. Neke državne (nacionalne) laboratorije vrše istraživanja u istim oblastima kao i privatna industrija i u drugim oblastima kao što su nuklearna goriva i ciklusi nuklearnog goriva, napredni dizajn reaktora, i dizajn i održavanje nuklearnog oružja. Glavni kanal/izvor obučenog osoblja (vojnog i civilnog) za reaktorske objekte u SAD je Mornarički program za nuklearnu energiju, uključujući njegovu Školu za nuklearnu energiju u Južnoj Karolini. Predviđa se da će zaposlenost u oblasti nuklearnog inženjerstva porasti za oko devet posto do 2022. godine, kako bi se zamenili nuklearni inženjeri kojima predstoji penzija, osiguralo održavanje i ažuriranje sigurnosnih sistema u elektranama i unapredila primena nuklearne medicine.
- Nuklearna elektrana[5]
- B-61 termonuklearno oružje[6]

### Nuklearna medicina i medicinska fizika
Medicinska fizika je važno polje nuklearne medicine; njena potpolja su nuklearna medicina, radioterapija, zdravstvena fizika, i medicinski imidžing. Visokospecijalizovana i kompleksna oprema, uključujući rendgenske aparate, MRI i PET skenere i mnoge druge uređaje pruža većinu dijagnostičkih mogućnosti savremene medicine - zajedno sa otkrivanjem suptilnih mogućnosti lečenja.
- Rendgenski snimak lobanje muškarca
- Snimak ljudske ruke magnetnom rezonantnom tomografijom (MRI)
- PET skan napravljen pomoću ECAT Exact HR+PET skanera

### Nuklearni materijali
Istraživanje nuklearnih materijala fokusira se na dve glavne teme, nuklearna goriva i modifikacije nuklearnih materijala izazvane zračenjem. Poboljšanje nuklearnih goriva je presudno za postizanje povećane efikasnosti nuklearnih reaktora. Studije efekata zračenja imaju mnogo svrhe, uključujući proučavanje strukturnih promena komponenata reaktora i proučavanje nano-modifikacije metala korišćenjem jonskih zraka ili akceleratora čestica.
- Ruda uranijuma, glavna sirovina za nuklearno gorivo
- Pelete nuklarnog goriva
- Fokusirani jonski zrak

### Radijaciona protekcija i merenje
Merenje zračenja je od suštinske važnosti za nauku i praksu zaštite od zračenja, ponekad poznato i kao radiološka zaštita. Time je obuhvaćena zaštita ljudi i životne sredine od štetnih uticaja nekontrolisanog zračenja.
Nuklearni inženjeri i radiološki naučnici su zainteresovani za razoj naprednijih sistema za merenje i detekciju jonizujućeg zračenja, i koriste se tim napretcima za poboljšanje tehnologija snimanja. Ove oblasti uključuju, između ostalog, dizajn detektora, proizvodnju i analizu, merenja osnovnih atomskih i nuklearnih parametara i sisteme radijacionog snimanja.
- Moderni Gajger—Milerov brojač[13]
- Neutronski detektor[14][15][16]
- Scintilacioni detektor[17][18] pored uraninita[19][20][21][22]
- Ručna alfa scintilaciona sonda pod kalibracijom
- Ručni integralni merač sa jonskom komorom u upotrebi

## Nuklearne inženjerske organizacije
- Američko nuklearno društvo
- Nuklearni institut (UK)
- Međunarodna agencija za atomsku energiju

## Literatura
- Gowing, Margaret (1964). Britain and Atomic Energy, 1939–1945..
- Gowing, Margaret, and Lorna Arnold. Independence and Deterrence: Britain and Atomic Energy, Vol. I: Policy Making, 1945–52.; Vol. II: Policy Execution, 1945–52 (London, 1974)
- Johnston, Sean F (зима 2009). „Creating a Canadian Profession: The Nuclear Engineer, 1940–68,”. Canadian Journal of History. 44 (3): 435—466.,
- Johnston, Sean F (2009). „Implanting a discipline: the academic trajectory of nuclear engineering in the USA and UK,”. Minerva,. 47: 51—73. ,
- Ash, Milton, "Nuclear reactor kinetics", McGraw-Hill, (1965)
- Bransden, BH; Joachain, CJ (2002). Physics of Atoms and Molecules (2nd изд.). Prentice Hall. ISBN 978-0-582-35692-4.
- Foot, CJ (2004). Atomic Physics. Oxford University Press. ISBN 978-0-19-850696-6.
- Herzberg, Gerhard (1979) [1945]. Atomic Spectra and Atomic Structure. New York: Dover. ISBN 978-0-486-60115-1.
- Condon, E.U. & Shortley, G.H. (1935). The Theory of Atomic Spectra. Cambridge University Press. ISBN 978-0-521-09209-8.
- Cowan, Robert D. (1981). The Theory of Atomic Structure and Spectra. University of California Press. ISBN 978-0-520-03821-9.
- Lindgren, I. & Morrison, J. (1986). Atomic Many-Body Theory (Second изд.). Springer-Verlag. ISBN 978-0-387-16649-0.
- Cravens, Gwyneth (2007). Power to Save the World: the Truth about Nuclear Energy. New York: Knopf. ISBN 978-0-307-26656-9.
- Spencer Weart R. (2012). The Rise of Nuclear Fear. Cambridge, MA: Harvard University Press. ISBN 978-0-674-05233-8.-
- Raymond L. Murray: Nuclear Energy, Sixth Edition: An Introduction to the Concepts, Systems, and Applications of Nuclear Processes. 2008. ISBN 978-0-12-370547-1.. Butterworth-Heinemann.

## Spoljašnje veze
- -author= -
- -author= -